# Helonastes acentrus
Helonastes acentrus är en fjärilsart som beskrevs av Ralph S. Common 1960. Helonastes acentrus ingår i släktet Helonastes och familjen Crambidae. Inga underarter finns listade i Catalogue of Life.